# فرودگاه سنت لویی
فرودگاه سنت لویی (به انگلیسی: Saint-Louis Airport) (به زبان بومی: Aéroport de Saint-Louis) یک فرودگاه همگانی با کد یاتا XLS است که یک باند فرود آسفالت دارد و طول باند آن ۱۸۹۹ متر است. این فرودگاه در شهر سنت-لوئیس، سنگال کشور سنگال قرار دارد و در ارتفاع ۳ متری از سطح دریا واقع شده است.